# Греко-персидская война (492—490 до н. э.)
Греко-персидская война 492—490 годов до н. э. или первая греко-персидская война — военный конфликт между некоторыми греческими городами-государствами (Афины, Платеи, Эретрия) и Персидской державой. Является составной частью греко-персидских войн.
Первое персидское вторжение стало ответом на участие греков в Ионийском восстании (499—493 годы до н. э.), когда эретрийцы и афиняне послали силы в помощь городам Ионии, желавшим освободиться от персидского владычества. Эретрийцам и афинянам удалось в 498 году до н. э. захватить и сжечь Сарды, но затем они были вынуждены отступить с большими потерями. Персидский царь Дарий I решил отомстить Афинам и Эретрии.
После того, как Ионийское восстание было окончательно разгромлено персами в битве при Ладе  494 году до н. э., Дарий стал строить планы по завоеванию Греции. В 492 году до н. э. Дарий послал экспедицию в Грецию под командованием Мардония. Мардоний повторно завоевал Фракию и заставил Александра I Македонского вступить в союз с Персией, но из-за крушения флота экспедицию пришлось закончить. В 490 году до н. э. он отправил военно-морские силы под командованием Датиса и Артаферна в Эгейское море, приказав подчинить Киклады, а затем провести карательные экспедиции против Афин и Эретрии. После успешной кампании в Эгейском море персы подплыли к Эвбее и осадили Эретрию. Осада длилась шесть дней до того, как пятая колонна из эретрийской знати сдала город персам.
После падения Эретрии персидский флот отплыл к Афинам и пристал в Марафонской бухте. Афинская армия двинулась против них и победила в знаменитой битве при Марафоне, которая положила конец первому персидскому вторжению.

## Предыстория
Причины первого персидского вторжения в Греции берут своё начало в Ионийском восстании, которое является первым этапом греко-персидских войн. Тем не менее оно было также результатом долгосрочного взаимодействия между греками и персами. В 500 году до н. э. Персидская империя была ещё относительно молодой и очень экспансионистской, но восстания в подвластных землях были не так уж редки. Более того, персидский царь Дарий фактически был узурпатором и долгое время боролся с восставшими против него. Ещё до Ионийского восстания Дарий начал экспансию в Европе, подчинил Фракию и заставил Македонию вступить в союз с ним. Попытки дальнейшей экспансии в Грецию были неизбежными. Тем не менее Ионийское восстание стало прямой угрозой целостности Персидской империи, а для государств материковой Греции было потенциальной угрозой для их будущей стабильности.

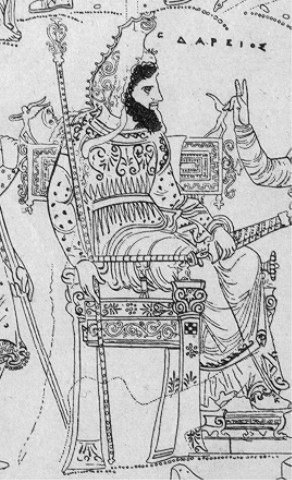
Дарий I в изображении греческого художника. IV век до н. э.

Ионийское восстание началось с неудачной экспедиции против Наксоса, которая была совместным предприятием персидского сатрапа Артаферна и тирана Милета Аристагора. Впоследствии Артаферн решил отстранить Аристагора от власти, но не успел это сделать, так как Аристагор отрёкся от престола и объявил о введении в Милете демократии. Другие ионийские города последовали его примеру (там устранили назначенных персами тиранов) и объявили свои города демократическими. Затем Аристагор обратился к полисам балканской Греции с просьбой о помощи, но только в Афинах и Эретрии согласились отправить войска.
Причины, по которым Эретрия оказала помощь ионийцам, до конца не ясны. Возможно, главной причиной была экономическая: Эретрия была торговым городом, а её торговле мешало господство персов в Эгейском море. Геродот предполагает, что эретрийцы поддерживали повстанцев в благодарность за помощь милетян в войне против Халкиды.
Афиняне и эретрийцы послали флот из 25 триер в Малую Азию на помощь повстанцам. Там греческой армии удалось сжечь нижнюю часть Сард. Но на этом успехи закончились, и на обратном пути, когда их преследовали персидские всадники, они понесли большие потери. Несмотря на то, что их действия были безрезультатными, эретрийцы и афиняне возбудили гнев Дария, и он решил отомстить обоим городам. В битве при Ладе (494 год до н. э.) основные силы ионийцев были разгромлены персидским флотом, а к 493 году до н. э. восстание было полностью подавлено. Во время восстания Дарий расширил границы империи до островов на востоке Эгейского моря и Пропонтиды, которые не были персидскими владениями до восстания. После его подавления персы начали планировать, как им ликвидировать угрозу, исходящую от Греции, и наказать Афины и Эретрию.

## Поход Мардония
В 492 году до н. э. Дарий послал экспедицию в Грецию под командованием Мардония. В 492 до н. э. зять Дария Мардоний двинулся с огромным войском и сильным флотом на Грецию через Фракию и Македонию. Завоевав остров Тасос, его флот поплыл вдоль берега на запад, но был разбит ужасной бурей у мыса Афона: около 300 кораблей и 20 000 человек погибло. Сухопутное войско Мардония подверглось нападению фракийского племени бригов и понесло громадные потери. Мардоний удовольствовался покорением Македонии; нападение на Элладу было отложено, но Дарий готовился к новому походу. В 491 до н. э. в Элладу были отправлены послы персидского царя с требованием воды и земли в знак покорности. Эти символы подчинения были даны не только большей частью островов, в том числе Эгиной, но и многими городами, например Фивами. В Афинах и Спарте послы были убиты. Уступчивость островов и многих общин материка объясняется не только могуществом Персии, но и борьбой между аристократами и демократами: тираны и аристократы готовы были подчиниться персам, лишь бы только не дать перевеса демократической партии. Национальной независимости греков грозила большая опасность, которая могла быть устранена лишь созданием крупного союза. В греках пробудилось сознание национального единства. Афиняне обратились к Спарте с требованием наказать изменившие города, признавая тем самым её главенство над Грецией.

## Поход Датиса и Артаферна
В 490 году до н. э. Дарий решил отправить флот во главе с Артаферном (сыном сатрапа Лидии) и мидийцем Датисом. Мардоний был ранен в предыдущей кампании и впал в немилость. Цели похода были следующие: завоевать Кикладские острова, наказать Наксос (который отразил нападение персов в 499 году до н. э.), а затем заставить Афины и Эретрию подчиниться или разрушить эти города. Персы взяли Наксос, а в середине лета подплыли к Эвбее.
В середине лета 490 г. до н. э. персидское войско высадилось на острове Эвбея. Когда это произошло, жители Эретрии приняли решение не покидать город и постараться выдержать осаду. Войско персов не ограничилось осадой, а пыталось взять город штурмом. Геродот писал о том, что борьба была ожесточённой, и обе стороны понесли тяжёлые потери. Тем не менее после шести дней боёв два знатных эретрийца, Евфорб и Филагр, открыли ворота врагу. Персы вошли в город, разграбили его, сожгли храмы и святилища в отместку за сожжение Сард. Захваченные в плен граждане были обращены в рабство.
С Эвбеи персы через узкий пролив Еврип переправились в Аттику и встали лагерем у Марафона. Марафонская равнина была удобна для действий сильной персидской конницы.
Близкая опасность вызвала в Афинах замешательство. Среди афинян были и сторонники сопротивления, и его противники. Мильтиад сумел организовать мобилизацию всех сил для вооружённого сопротивления, проведя через народное собрание псефисму. Псефисма Мильтиада предусматривала призыв в ряды полисного ополчения всех боеспособных граждан-мужчин, а также освобождение некоторого количества рабов для пополнения войска. Несмотря на все усилия, удалось собрать около 9 тысяч гоплитов. Был послан гонец в Спарту с просьбой о помощи, но спартанцы промедлили, ссылаясь на религиозные предписания. Жители беотийского города Платеи отправили на помощь афинянам всё своё ополчение численностью в одну тысячу человек.
Афинско-платейские войска выступили к Марафону. Ждать в городе персидские войска было невыгодно: стены были не слишком укреплёнными, и в самом городе могли найтись предатели. Афиняне встали лагерем у Марафона недалеко от персов. Номинальным командующим был архонт-полемарх Каллимах, а в подчинении у него было десять стратегов, которые поочерёдно командовали войском, в том числе Мильтиад. Из них он был самым талантливым, самым опытным и самым энергичным. Среди стратегов шли споры о дальнейших действиях против персов. Мильтиад призывал немедленно дать генеральное сражение. Другие высказались за выжидательную тактику, опасаясь превосходства персидских сил. Мнения стратегов разделились: пятеро выступали за сражение, в том числе Мильтиад и Аристид, пятеро — против. Мильтиад убедил Каллимаха в необходимости немедленного сражения. Затем все стратеги вслед за Аристидом уступили свои дни командования Мильтиаду. Мильтиад разработал план сражения и претворил его в жизнь.
Афинское войско заняло позицию на хребте Пентеликон, труднодоступном для нападения, и таким образом перекрыло дорогу от Марафона к Афинам. Персы, имевшие численное превосходство, не стали ни нападать на греков, ни пытаться их обойти. Датис решил посадить воинов обратно на корабли и высадить армию в Фалере, рядом с Афинами. После того, как большая часть персидской конницы и часть персидской пехоты были посажены на корабли, Мильтиад решил атаковать персов. Учитывая двукратное превосходство сил персов, Мильтиад во избежание окружения сильно растянул афинскую фалангу по фронту, укрепив фланги за счёт центра и сконцентрировав на них основные силы, а затем с помощью внезапной стремительной атаки использовал преимущество сомкнутого строя греческих гоплитов над рассыпным строем легковооружённых персов, поддерживаемых конницей и лучниками.

Схема битвы при Марафоне

12 сентября 490 года до н. э. афиняне и платейцы неожиданно для персов атаковали их. Сомкнутый строй греческих гоплитов имел преимущество над рассыпным строем легковооружённых персов, поддерживаемых конницей и лучниками, поэтому греки поначалу теснили персов. Персидские всадники, ошеломлённые натиском греков, так и не смогли принять существенного участия в сражении. Центр греческого войска несколько отступил под давлением превосходящих персидских сил, но это было предусмотрено Мильтиадом. Он отдал приказ флангам развернуться и нанести удар в тыл прорвавшимся в центре персам. Это привело к окружению и истреблению значительной части сил противника. Оставшиеся в живых персы отступили к кораблям и немедленно вышли в море.
Отчалив от Марафона, персидские суда двинулись в обход Аттики, чтобы попытаться захватить Афины: ведь город оставался беззащитным, пока всё полисное ополчение находилось на поле боя, в 42 километрах от него. Однако Мильтиад тут же, без передышки после битвы, совершил со всем войском (оставив на месте лишь небольшой отряд во главе с Аристидом для охраны пленных и добычи) форсированный марш в полном вооружении к Афинам и оказался в них раньше, чем персидский флот. Увидев, что город хорошо охраняется, деморализованные персы, так ничего и не добившись, отправились обратно. Карательная экспедиция персов окончилась провалом.
Афиняне и платейцы под командованием Мильтиада одержали блестящую победу. В бою погибло 192 грека и 6400 персов. Победа подняла боевой дух афинян и впоследствии осталась в их памяти как символ величия Афин.

## Итоги и последствия
Значение битвы по-разному оценивалось воюющими сторонами. Для эллинов она стала первой победой над войском империи Ахеменидов. Для персов поражение их армии не имело больших последствий. Их государство находилось на пике могущества и обладало огромными ресурсами. В результате Персия признала независимость в греческих городов расположенных на островах Средиземного моря После этой неудачной экспедиции Дарий стал собирать огромное войско для покорения всей Греции. Его планам помешало восстание в Египте в 486 году до н. э. В том же году Дарий умер. Его трон занял Ксеркс. Подавив египетское восстание, молодой царь продолжил подготовку к походу на Грецию.
За 10 лет, которые прошли от сражения при Марафоне до нового вторжения персов в Элладу, одним из участников битвы Фемистоклом был проведён ряд реформ по созданию в Афинах мощного флота. Именно его действия впоследствии привели к полному поражению армии Ксеркса.

### Исследования
- Дельбрюк Г. Сражение при Марафоне // История военного искусства в рамках политической истории. — М.: Директмедиа Паблишинг, 2005.
- Курциус Э. История Древней Греции. — Минск: Харвест, 2002. — Т. 2. — С. 215—232. — 3000 экз. — ISBN 985-13-1119-7.
- Рунг Э. В. . Греция и Ахеменидская держава: история дипломатических взаимоотношений в VI—IV вв. до н. э. — СПб.: Факультет филологии и искусств СПбГУ, 2008. — 484 с. — (Историческая библиотека). — ISBN 978-5-8465-0851-4.
- Сергеев В. С. Гл. IX. Греко-персидские войны // История Древней Греции. — М.: АСТ, 2008. — 926 с. — 3000 экз. — ISBN 978-5-17-052484-6.
- Суриков И. Е. Гл. V. Мильтиад, или осужденный победитель // Античная Греция: политики в контексте эпохи: архаика и ранняя классика. — М.: Наука, 2005. — С. 271—325. — ISBN 5-02-010347-0. Архивировано 30 января 2016 года.
- Davis P. 100 Decisive Battles. — Oxford: University Press, 1999. — ISBN 1-57607-075-1.
- Fehling, D.[нем.]. Herodotus and His «Sources»: Citation, Invention, and Narrative Art. Translated by J.G. Howie. — Leeds: Francis Cairns, 1989. — ISBN 0-14-008878-4.
- Finley, Moses. Introduction // Thucydides — History of the Peloponnesian War (translated by Rex Warner). — Penguin, 1972. — ISBN 0140440399.
- Giessen, H. W. Mythos Marathon. — Landau: Verlag Empirische Pädagogik, 2010. — ISBN 978-3-941320-46-8
- Green P. The Greco-Persian Wars. — University of California Press. — 1996. — ISBN 0-520-20313-5.
- Holland, Tom. Persian Fire: The First World Empire and the Battle for the West. — New York: Doubleday, 2006. — 418 p. — ISBN 0-385-51311-9.
- Lazenby J. F. The Defense of Greece 490–479 BCE. — Aris & Phillips Ltd, 1993. — ISBN 0-85668-591-7.
- Lloyd A. Marathon: The Crucial Battle That Created Western Democracy. — Souvenir Press, 2004. — ISBN 0-285-63688-X.